# Franz Xaver Gruber
Franz Xaver Gruber (ur. 25 listopada 1787 w Hochburg-Ach, zm. 7 czerwca 1863 w Hallein) – austriacki nauczyciel i organista. Autor melodii do najsłynniejszej na świecie kolędy „Cicha noc” do tekstu Josepha Mohra.

## Życiorys
Jego ojciec był tkaczem lnu i miał też małe gospodarstwo. Gruber pracował u ojca jako tkacz do 18 roku życia. Mając talent muzyczny, rozpoczął edukację muzyczną u organisty w Burghausen. Później ukończył szkolenie nauczycielskie. W latach 1807–1829 przebywał w Arnsdorfie, gdzie pracował w szkole jako nauczyciel muzyki. Był też organistą w miejscowej parafii i równocześnie kantorem w kościele św. Mikołaja w Oberndorfie (od 1816). 
W Wigilię Bożego Narodzenia 1818 roku Joseph Mohr, wikary w kościele św. Mikołaja, pokazał Gruberowi wiersz napisany w 1816 roku. Prosił, aby Gruber ułożył melodię. Organy kościelne zepsuły się, więc Gruber akompaniował na gitarze. Wspólnie wykonali „Stille Nacht” po raz pierwszy w Boże Narodzenie, w czasie pasterki, w kościele w Oberndorfie.
Gruber opuścił Arnsdorf i Oberndorf w 1829. Przeniósł się do pobliskiego Berndorfu, gdzie pracował jako nauczyciel. W 1835 przeprowadził się do Hallein, gdzie został organistą i prowadził chór.